# 쇼다운 (스포츠)

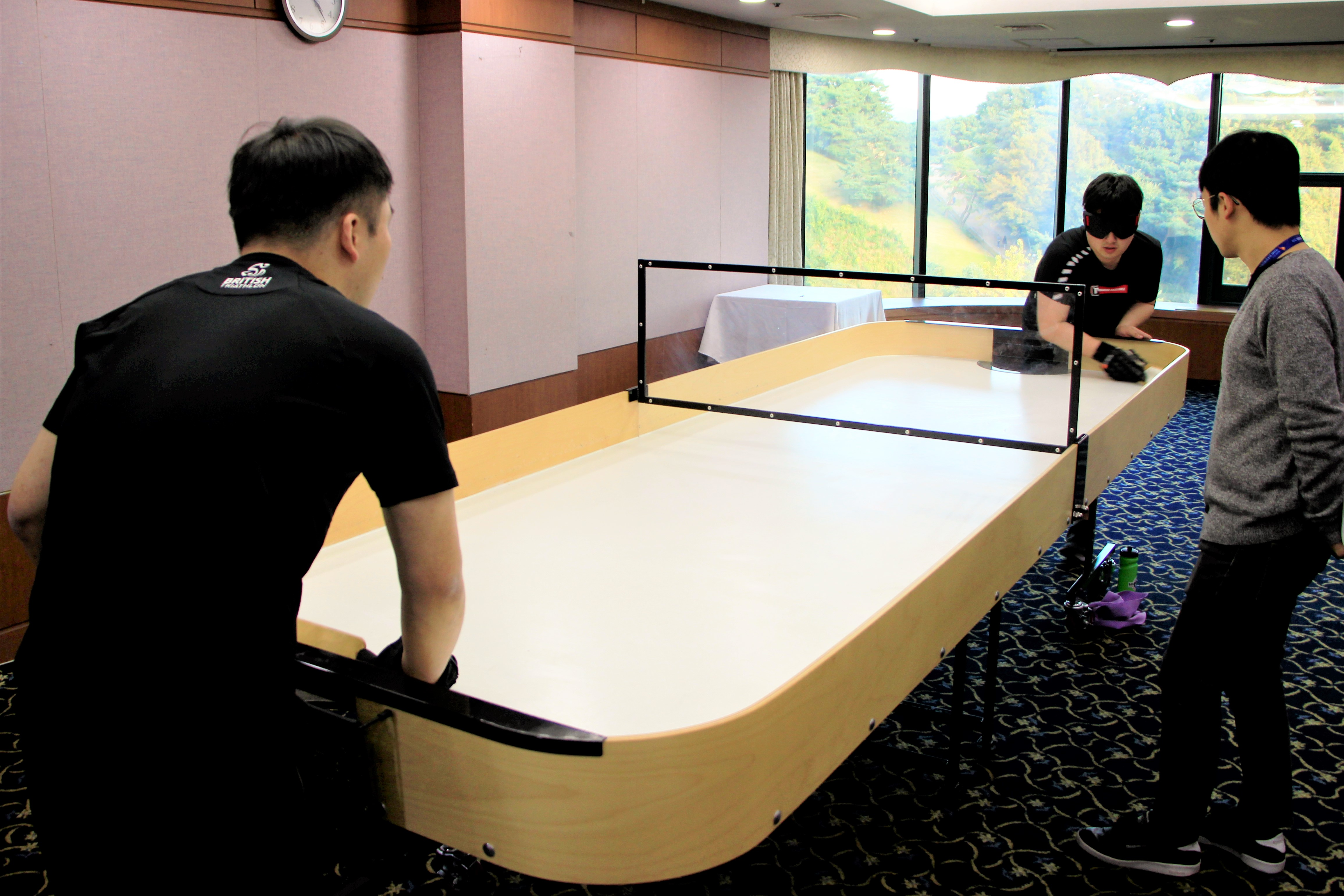
제39회 전국장애인체육대회에서 쇼다운 경기를 하고 있는 선수들

쇼다운은 시각장애인을 위한 스포츠이다. 시각장애인 모임에서는 에어하키, 또는 탁구로 표현하기도 한다. 이 스포츠는 매우 빠르게 성장하고 있다. 시각장애인이 아니어도 경기를 할 수 있으나, 국제 시각장애인 스포츠 연맹에 참여할 수 없고, IBSA 토너먼트에 참가할 수도 없다. 쇼다운은 유럽에 널리 퍼져있다. 또한 아프리카, 아시아, 북아메리카, 그리고 남아메리카에서도 즐기고 있다. 대한민국에서는 제39회 전국장애인체육대회부터 정식 종목으로 진행된다.

## 장비
시작하기에 매우 저렴한 스포츠이다. 쇼다운은 경기장소로 교실 혹은 회의실정도의 공간이면 충분하다. 필요한 경기용구로는 쇼다운을 위해 특별히 고안된 테이블, 배트 2개, 내부에서 금속 소리가 나는 공이 필요하다. 시각을 차단하는 고글, 그리고 손을 보호하는 장갑도 필요하다.

## 경기 방식
본 경기는 공을 배트로 쳐서 테이블 벽면에 부딪친 다음, 테이블 중앙에 설치된 센터스크린 밑을 통과하여 상대편의 골포켓에 공을 넣으면 되는 방식이다.각 선수는 2번 연속으로 서브를 할 수 있다. 한 골당 2점의 점수가 부여되고, 공이 센터스크린에 부딪히거나, 테이블 밖으로 나가거나, 허가 받지 않고 고글을 손으로 건드리거나, 골 에어리어의 공을 배트 또는 배트를 가진 손으로 걷드리거나,  배트 아닌 것으로 공을 건드릴 경우에는 상대선수가 1점을 획득하게 된다. 또한 공을 잡고 2초 이상 지체하거나, 상대 선수가 공 소리를 들을 수 없게 하여도 상대에게 1점을 준다.
한 선수가 상대편 선수를 상대로 2점 이상의 점수 차로 11점 이상을 획득하면 우승하게 된다. 통상 3세트로 치러지며 각 세트 후에는 테이블 사이드를 바꾼다. 마지막 세트에는 한 선수가 6점을 내든지 스톱 타임의 절반이 경과하면 테이블 사이드를 바꾼다.

## 역사
1977년 전맹이었던 캐나다인 조 루이스(Joe Lewis)는 시각장애인이 도움 없이 경기를 즐기거나 오락 활동을 할 수 있는 스포츠 혹은 게임을 만들고자 하였다. 마찬가지로 전맹이었던 캐나다 체육인인 패트릭 요크(Patrick York)가 쇼다운의 규정 및 기구를 개선하는 작업에 함께 하였으며, 쇼다운 테이블 디자인에 있어 많은 영향을 끼쳤다. 이 두 사람이 합세하여 첫 번째 테이블이 제작되고 쇼다운게임이 이루어진 것이 1980년이었다.